# Fuerte de Samaipata

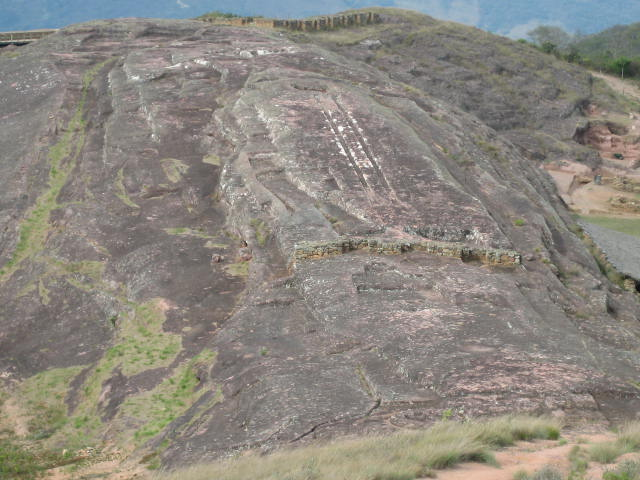
Mönster i sandstenen.

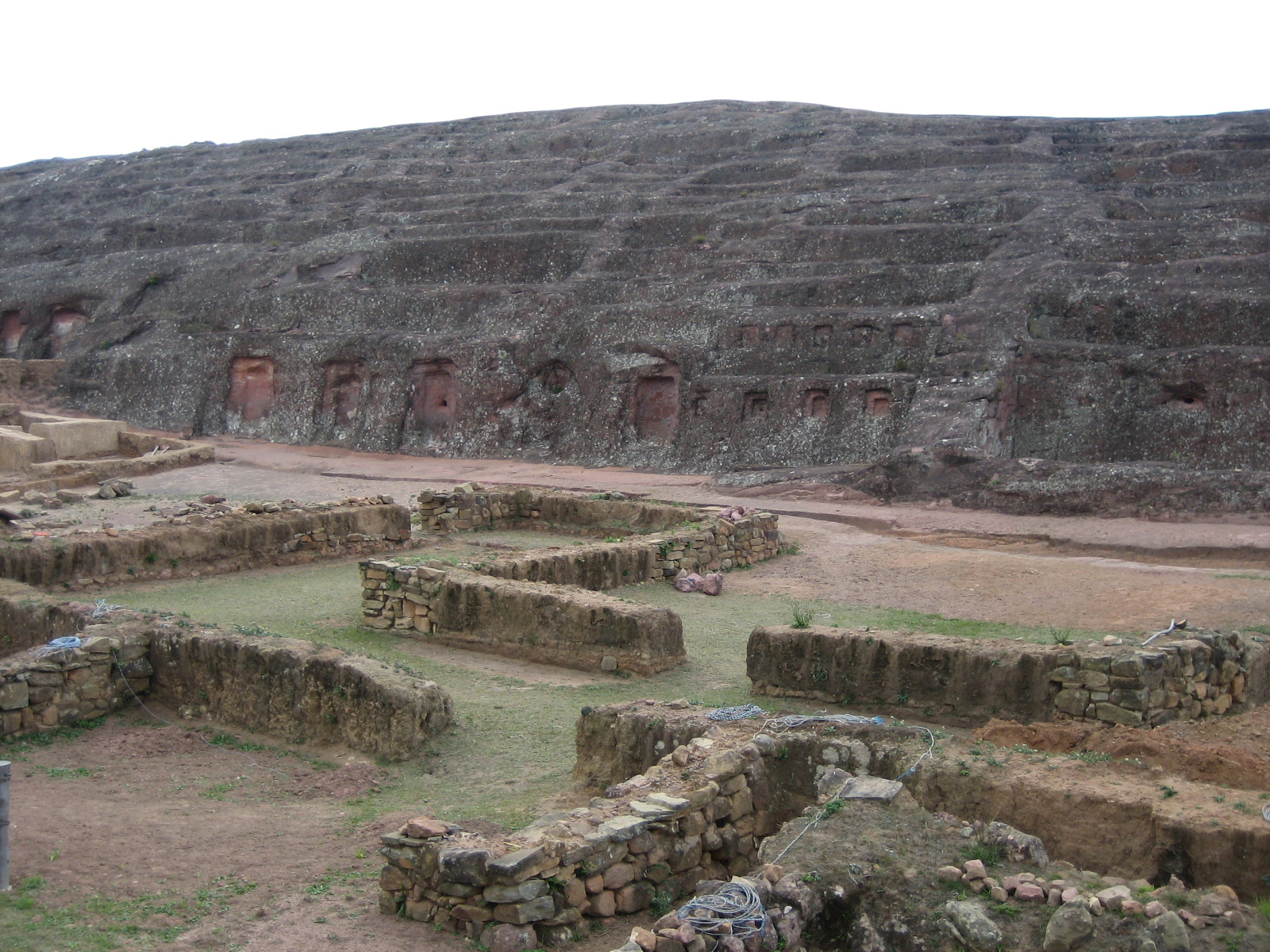
Ruiner av staden.

Fuerte de Samaipata var en stad i Inkariket. Idag återstår endast ruiner av den forna staden. Området ligger omkring 120 kilometer sydväst om Santa Cruz de la Sierra i Bolivia.
Staden byggdes på en bergsplatå på östra sidan av Anderna, 1950 meter över havet. Området täcker omkring 40 hektar och består av två olika delar. Den ena delen är en cirka 200 meter lång och 40 meter bred kulle i sandsten. I denna finns ett otal linjer, kanaler, steg, figurer och djur avbildade. Söder om området ligger det som utgjorde själva staden.
Hela området är sedan 1998 ett världsarv.